# Fluxbuntu
Fluxbuntu je Linux distribucija bazirana na Ubuntuu i koristi Fluxbox umjesto GNOME grafičkog okruženja.

## Vanjske poveznice
- Službena web stranica